# Tennis de table en Suisse

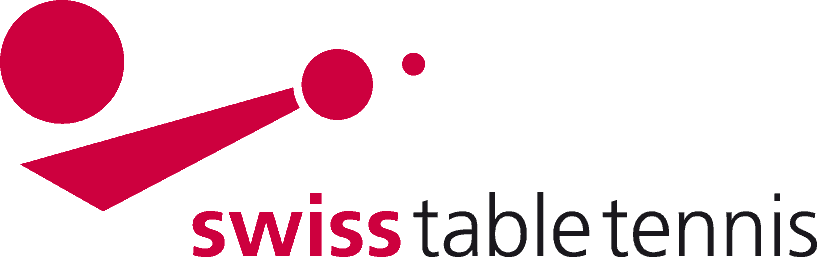
Logo de la fédération

Le tennis de table en Suisse est géré par la fédération STT. Cette fédération est divisée en 8 associations régionales. Elle regroupe 5739 licenciés et 286 clubs.